# Operazione Ivory Coast
L'operazione Ivory Coast fu un'operazione militare che ebbe luogo nel corso della guerra del Vietnam.

## Descrizione
Il 21 novembre, 1970, il colonnello dell'U.S. Army Marshall D. Teach guidò un'unità di 56 soldati delle U.S. Army Special Forces in un raid sul campo di prigionia di Son Tay situato 23 miglia ad ovest di Hanoi nel Vietnam del Nord.
L'obiettivo dell'operazione era soccorrere circa 70 americani prigionieri di guerra che si pensava fossero detenuti nel campo. La missione fu un successo dal punto di vista tattico tuttavia i prigionieri da soccorrere erano stati già trasferiti in un'altra località.
Come conseguenza del raid, i nord-vietnamiti modificarono la gestione dei loro campi di prigionia, concentrandoli in poche località ed in complessi più grandi e maggiormente difendibili, tra i quali il più noto fu il cosiddetto Hanoi Hilton. Dopo il loro rimpatrio, diversi ex-prigionieri di guerra affermarono che trovarsi a contatto con altri loro commilitoni e connazionali fu molto utile per sollevare il loro morale, venendo a conoscenza dei tentativi di recupero organizzati dalle proprie forze armate.
Durante la guerra del Vietnam ci furono numerosi tentativi di recuperare i prigionieri di guerra americani, ma solo uno di essi ebbe esito positivo, ma quindici giorni dopo la sua liberazione l'unico prigioniero recuperato con successo morì per le ferite subite da fuoco nemico durante le operazioni di recupero.

## Pianificazione e organizzazione delle operazioni
Il raid alla prigione di Son Tay era parte di tre missioni che, nel loro insieme, componevano l'operazione Ivory Coast. L'idea di organizzare una missione di soccorso nel Vietnam del Nord nacque intorno al maggio 1970, con l'identificazione di diversi campi di prigionia compreso quello di Son Tay. Il generale Earle G. Wheeler, autorizzò il 10 giugno 1970 l'attività di una squadra di 15 membri con il nome in codice Polar Circle, che aveva lo scopo di studiare la fattibilità delle operazioni di soccorso; uno di essi avrebbe supervisionato l'operazione da uno degli elicotteri impegnati nel raid.
La seconda fase, l'operazione Ivory Coast, ebbe inizio l'8 agosto 1970, quando l'ammiraglio Thomas H. Moorer, nominò il brigadiere generale dell'Air Force, il Generale LeRoy J. Manor come comandante delle operazioni e il colonnello Simons come vice comandante della task force. Ivory Coast comprendeva la fase organizzativa, di pianificazione, addestramento e dislocamento per l'operazione. Il generale Manor approntò un centro di addestramento nella base di Eglin, in Florida, e radunò 27 uomini per il gruppo di pianificazione. Il Colonnello Simons reclutò 103 volontari dal personale dal 6º e 7º gruppo delle Forze Speciali di Fort Bragg, Carolina del Nord e le trasferì a Eglin. La task force operava sotto il nome ambiguo di "Joint Contingency Task Group" (JCTG).
Il gruppo di pianificazione studiò una serie di parametri necessari per un raid notturno: i punti chiave erano le buone condizioni meteorologiche e una luna a un quarto 35 gradi sopra l'orizzonte per una ottima visibilità. Furono identificate due "finestre" con questi parametri: il 21-25 ottobre ed il 21-25 novembre. L'addestramento fu condotto a Eglin con una replica del campo di prigionia per le prove di recupero; un modello in scala (nome in codice "Barbara") fu utilizzato per la familiarizzazione.
Il generale Manor ed il colonnello Simons incontrarono il comandante della Task Force 77, l'ammiraglio Fred Bardshar, per concordare una missione diversiva condotta da velivoli della marina. A causa delle restrizioni causate dallo stop ai bombardamenti allora in vigore, i velivoli non avrebbero potuto trasportare armi, eccettuati pochi velivoli con scopi di ricerca e salvataggio.
Il 24 settembre, il generale Manor comunicò al segretario alla Difesa Melvin Laird che il JCTG era pronto per la finestra di ottobre, ma dopo una riunione alla Casa Bianca l'8 ottobre con il Consigliere per la sicurezza nazionale Henry Kissinger, la missione fu posticipata alla finestra di novembre. Questo ritardo, nonostante aumentasse il rischio di compromettere la segretezza della missione, aveva il vantaggio di consentire un migliore addestramento, l'acquisizione di equipaggiamento per la visione notturna e permetteva ulteriori ricognizioni della prigione. Fra il 10 novembre e il 17 novembre il JCTG si spostò nella sua località di dislocamento in Thailandia e iniziò a studiare il tempo atmosferico. Le previsioni indicavano che il Tifone Patsy avrebbe causato brutto tempo sul Vietnam del Nord per tutta la durata del periodo-finestra, ma le condizioni del 20 novembre sarebbero state accettabili. Il Generale Manor autorizzò lo spostamento in avanti della data della missione di 24 ore.